# Frittiertes Speiseeis

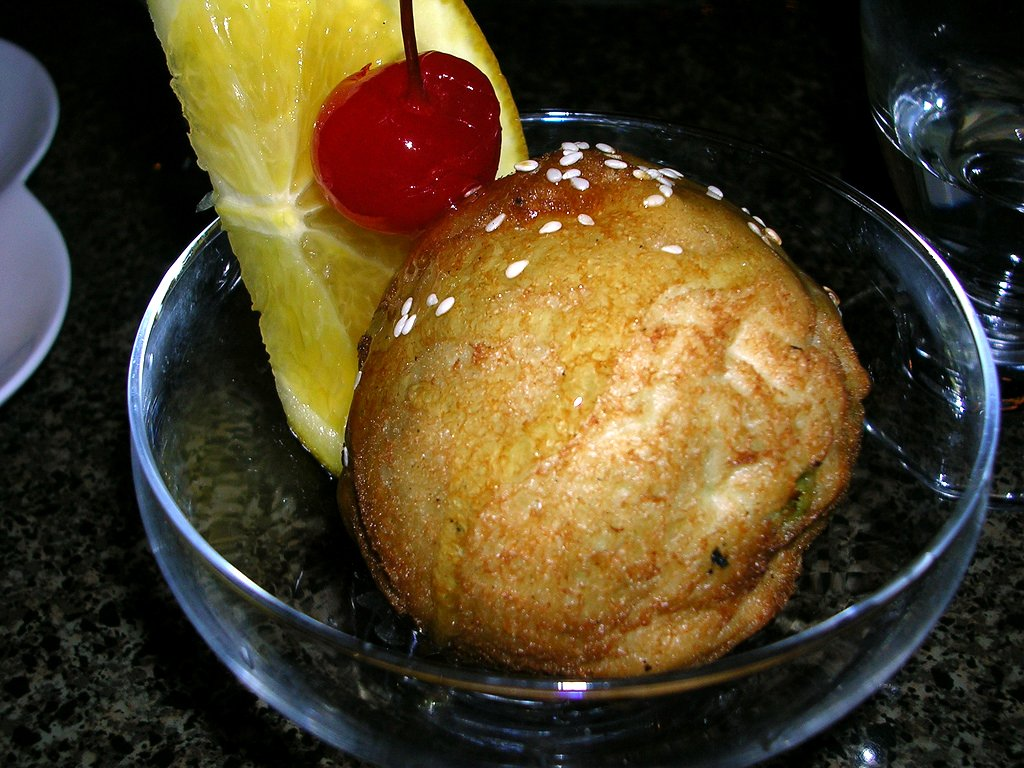
Frittiertes Eis in einem thailändischen Restaurant

Frittiertes Speiseeis (engl.: Fried Ice Cream) ist eine Nachspeise, die vor allem in Nordamerika verbreitet ist. Sie besteht aus einer panierten Eiskugel, die kurz in heißem Öl frittiert wird, sodass das Speiseeis zwar kalt bleibt, jedoch eine warme, knusprige Hülle erhält.

## Geschichte
Über den Ursprung des Desserts gibt es widersprüchliche Aussagen. Einige Stimmen sagen, es sei auf der Weltausstellung 1893 in Chicago, wo auch der klassische Ice Cream Sundae erfunden wurde, zum ersten Mal serviert worden.
Andererseits wird 1894 die Erfindung einem Unternehmen aus Philadelphia zugeschrieben und so beschrieben: „Ein kleiner, fester Kuchen aus Speiseeis eingepackt in eine dünne Teighülle wird kurz in kochendes Fett oder Butter eingetaucht, um das äußere in eine knusprige Hülle zu verwandeln. Wird er sofort serviert, bleibt die Eiscreme kalt und ist genauso fest wie vor dem Frittieren.“
Eine dritte Version behauptet, das Dessert sei in den 1960er-Jahren in japanischen Tempura-Restaurants erfunden worden.
In den Vereinigten Staaten wird „Fried Ice Cream“ vor allem mit der Asiatischen Küche in Verbindung gebracht und taucht in den 1970er-Jahren erstmals in Restaurantkritiken Chinesischer, Japanischer und Polynesischer Restaurants der New York Times auf. Mittlerweile assoziiert man es auch mit der Mexikanischen Küche, hauptsächlich weil die mexikanische Restaurantkette „Chi-Chi’s“ es in den frühen 1980er-Jahren aus Tortillas und Zimt herstellte und als „Chi-Chi’s“-Spezialität anbot.

## Herstellung
Gewöhnlich stellt man Frittiertes Speiseeis her, indem man Speiseeis auf eine sehr niedrige Temperatur abkühlt (niedriger als die, bei der man es normalerweise aufbewahrt). Es wird dann (häufig in rohem Ei gewendet) in Cornflakes oder Keksbröseln gewendet und kurz frittiert. Aufgrund seiner extrem niedrigen Temperatur schmilzt das Eis während des Frittiervorganges nicht.
Vor dem Servieren wird das Dessert oft mit Zimt, Zucker und ein wenig Pfefferminze bestreut oder auch mit Schlagsahne und Honig gereicht.

## Versionen
Die asiatische Version des Rezeptes verwendet Tempurateig anstatt Cornflakes. Für das Eis nimmt man meist die Geschmacksrichtungen Grüner Tee, Vanille oder Rote Bohnen. In der mexikanischen Küche können außer Cornflakes und Keksen auch Nüsse oder Tortillas für die Teighülle verwendet werden.